# Taça de Portugal 2022-2023 (calcio a 5)
La Taça de Portugal 2022-2023 è stata la 26ª edizione della manifestazione e si è disputata dal 15 ottobre 2022 al 2 aprile 2023. Il Benfica ha vinto la coppa per l'ottavia volta, superando in finale lo Sporting Lisbona per 4-1.

## Quarto turno
Gli incontri si sono svolti tra il 3 e il 5 febbraio 2023.
| Squadra 1          | Risultato       | Squadra 2          |
| ------------------ | --------------- | ------------------ |
| Burinhosa          | 0 - 2           | Caxinas            |
| Nacional Madera    | 4 - 4 (9-8 dtr) | Ordem              |
| Fundão             | 4 - 2           | Viseu 2001         |
| Nun'Álvares        | 5 - 0           | Vila São Sebastião |
| Retaxo             | 7 - 2           | Boa Esperança      |
| Candoso            | 5 - 4           | CS São João        |
| Marítimo           | 2 - 3           | Braga              |
| Leões              | 5 - 4           | Azeméis            |
| Ferreira do Zêzere | 7 - 3           | Chelo              |
| Lusitânia          | 3 - 1           | Macedense          |
| Amarense           | 5 - 6           | AMSAC              |
| Venda Nova         | 3 - 4           | Modicus            |
| Albufeira          | 7 - 4           | Mendiga            |
| Sporting Lisbona   | 7 - 6           | Eléctrico          |
| Portimonense       | 3 - 6           | Quinta dos Lombos  |
| Torreense          | 1 - 2           | Benfica            |

## Quinto turno
Gli incontri si sono svolti il 25 febbraio 2023.
| Squadra 1         | Risultato       | Squadra 2          |
| ----------------- | --------------- | ------------------ |
| Nacional Madera   | 7 - 6           | Retaxo             |
| Sporting Lisbona  | 12 - 0          | Albufeira          |
| Lusitânia         | 5 - 1           | AMSAC              |
| Candoso           | 2 - 9           | Benfica            |
| Nun'Álvares       | 5 - 2           | Caxinas            |
| Modicus           | 4 - 3           | Fundão             |
| Quinta dos Lombos | 4 - 4 (3-4 dtr) | Ferreira do Zêzere |
| Leões             | 2 - 4           | Braga              |

## Fase finale
La final eight della coppa maschile si è svolta tra il 30 e il 2 aprile 2023 presso il Pavilhão Municipal di Póvoa de Varzim, in abbinamento alla final four della coppa femminile.

### Tabellone
|  | Quarti di finale   | Quarti di finale   | Quarti di finale   |                    |                  | Semifinali       | Semifinali | Semifinali |  |  | Finale | Finale | Finale |  |
|  |                    |                    |                    |                    |                  |                  |            |            |  |  |        |        |        |  |
|  | Modicus            | Modicus            | 1                  |                    |                  |                  |            |            |  |  |        |        |        |  |
|  | Modicus            | Modicus            | 1                  |                    |                  |                  |            |            |  |  |        |        |        |  |
|  | Nun'Álvares        | Nun'Álvares        | 4                  |                    |                  |                  |            |            |  |  |        |        |        |  |
|  | Nun'Álvares        | Nun'Álvares        | 4                  |                    | Nun'Álvares      | Nun'Álvares      | 1          |            |  |  |        |        |        |  |
|  |                    |                    |                    |                    | Nun'Álvares      | Nun'Álvares      | 1          |            |  |  |        |        |        |  |
|  |                    |                    | Sporting Lisbona   | Sporting Lisbona   | 5                |                  |            |            |  |  |        |        |        |  |
|  | Sporting Lisbona   | Sporting Lisbona   | Sporting Lisbona   | Sporting Lisbona   | 5                | 3 (5)            |            |            |  |  |        |        |        |  |
|  | Sporting Lisbona   | Sporting Lisbona   |                    |                    |                  |                  |            |            |  |  |        |        |        |  |
|  | Braga              | Braga              | 3 (4)              |                    |                  |                  |            |            |  |  |        |        |        |  |
|  | Braga              | Braga              | 3 (4)              |                    | Sporting Lisbona | Sporting Lisbona | 1          |            |  |  |        |        |        |  |
|  |                    |                    |                    |                    |                  |                  |            |            |  |  |        |        |        |  |
|  |                    |                    | Benfica            | Benfica            | 4                |                  |            |            |  |  |        |        |        |  |
|  | Benfica            | Benfica            | Benfica            | Benfica            | 4                | 6                |            |            |  |  |        |        |        |  |
|  | Benfica            | Benfica            |                    |                    |                  |                  |            |            |  |  |        |        |        |  |
|  | Lusitânia          | Lusitânia          | 1                  |                    |                  |                  |            |            |  |  |        |        |        |  |
|  | Lusitânia          | Lusitânia          | 1                  |                    | Benfica          | Benfica          | 3          |            |  |  |        |        |        |  |
|  |                    |                    |                    |                    | Benfica          | Benfica          | 3          |            |  |  |        |        |        |  |
|  |                    |                    | Ferreira do Zêzere | Ferreira do Zêzere | 2                |                  |            |            |  |  |        |        |        |  |
|  | Nacional Madera    | Nacional Madera    | Ferreira do Zêzere | Ferreira do Zêzere | 2                | 0                |            |            |  |  |        |        |        |  |
|  | Nacional Madera    | Nacional Madera    |                    |                    |                  |                  |            |            |  |  |        |        |        |  |
|  | Ferreira do Zêzere | Ferreira do Zêzere | 4                  |                    |                  |                  |            |            |  |  |        |        |        |  |

### Risultati

#### Quarti di finale
| Arbitri: | Alexandre Costa Maurício Couto Tiago Silva |
| Crono:   | Gustavo Pereira                            |

|  |           |                                         |
|  | Marcatori | 14’ Simões 36’, 38’ Costelinha 38’ Tomé |

| Arbitri: | Toni Pereira Filipe Almeida Alexandre Costa |
| Crono:   | Maurício Couto                              |

|             |           |                                                    |
| F. Nunes 1’ | Marcatori | 12’ D. Dias 31’ J. Lopes 35’ Luís Paulo 39’ Ismael |

| Arbitri: | José Moreira André Franco Toni Pereira |
| Crono:   | Filipe Almeida                         |

|                                                                  |           |           |
| A. Jesus 0’ Cintra 5’, 19’ V. Rocha 8’ L. Rocha 30’ D. Nunes 36’ | Marcatori | 33’ Liléu |

| Arbitri: | Rúben Santos Cristiano Santos José Moreira |
| Crono:   | André Franco                               |

|                                          |                      |                                                |
| Zicky 19’ Merlim 30’ Cavinato 37’        | Marcatori            | 14’ Allan Guilherme 16’, 22’ Cecílio           |
| Cavinato D. Santos T. Paçó Varela Merlim | Tiri di rigore 5 – 4 | Robinho Allan Guilherme Júnior Brito R. Santos |

#### Semifinali
| Arbitri: | Miguel Castilho Wilson Soares Bruno Araújo |
| Crono:   | Gustavo Pereira                            |

|               |           |                                                                       |
| C. Coelho 10’ | Marcatori | 16’ T. Paçó 21’ Cejudo 32’ (aut.) Cambangula 34’ D. Santos 38’ Varela |

| Arbitri: | Eduardo Coelho João Sinval Pedro Costa |
| Crono:   | Nuno Pereira                           |

|                                   |           |                         |
| V. Rocha 4’ Čiškala 8’ Cintra 30’ | Marcatori | 6’ Xisto 29’ Costelinha |

#### Finale
| Arbitri: | Filipe Duarte José Gomes Francisco Costa |
| Crono:   | Filipe Almeida                           |

|            |           |                                        |
| Varela 17’ | Marcatori | 2’ Jacaré 33’, 33’ D. Nunes 36’ Arthur |